# Thomas Cavendish
Sir Thomas Cavendish (Trimley St. Martin, 19 settembre 1560 – Oceano Atlantico, maggio 1592) è stato un navigatore, esploratore e corsaro inglese, membro dei Sea Dogs, noto con il soprannome di "the Navigator". Fu il primo uomo a tentare volontariamente di circumnavigare il globo terrestre, in quanto le precedenti spedizioni di Magellano, Loaisa, Drake e Loyola non erano state organizzate con quell'intento. Dopo la prima circumnavigazione, che lo rese ricco grazie all'oro sottratto agli spagnoli, ne tentò una seconda, ma non fu fortunato e morì in mare ancora giovane a soli 31 anni.

## Biografia
Cavendish nacque nel 1560 a Trimley St. Martin, nei pressi di Ipswich nella contea del Suffolk. Era discendente di Roger Cavendish, fratello di Sir John Cavendish, dal quale i Duchi di Devonshire e i Duchi di Newcastle presero il loro cognome di Cavendish. A quindici anni frequentò il Corpus Christi College di Cambridge per due anni ma senza terminare poi gli studi. Nel 1584 diventò membro del Parlamento in rappresentanza di Shaftesbury (Dorset). Nel 1585 si imbarcò per la Virginia insieme a Sir Richard Grenville. Nel 1586 rappresentò in Parlamento il paese di Wilton. Tra il 1586 e il 1588 circumnavigò il globo a vela. Imbarcatosi nel 1591 per un secondo viaggio intorno al mondo, morì per motivi rimasti sconosciuti nel 1592 nell'Atlantico meridionale.

## I viaggi
Quando aveva 12 anni ereditò dal padre un discreto patrimonio ma, lasciata diciassettenne la scuola, trascorse gli 8 anni seguenti adottando uno stile di vita lussuoso e dilapidandone la maggior parte. Deciso a ricrearsi una fortuna in mare, acquistò il piccolo bastimento Elizabeth e prese parte alla spedizione in Virginia di Sir Richard Grenville del 1585.
Nel 1586, deciso ad imitare Drake che aveva circumnavigato il mondo, Cavendish fece costruire una nave più grande che battezzò Desire. La sua piccola flotta partì da Harwich raggiungendo successivamente lo Stretto di Magellano, entrando nell'Oceano Pacifico risalendo poi le coste del Sudamerica, raggiungendo infine la costa della California. Durante il viaggio assalì e bruciò tre insediamenti e tredici navi spagnole; inoltre sbarcò sulle rovine del fallito insediamento spagnolo di Rey Don Felipe ribattezzandolo Puerto Hambre (Porto della fame).
Agli inizi del novembre 1587 Cavendish, al largo di Cabo San Lucas, catturò il Galeone di Manila di 600 tonnellate di stazza Santa Anna sottraendo alla nave spagnola il suo prezioso carico, che comprendeva più di 122.000 dollari d'argento e che rappresentò il più ricco bottino fino ad allora sottratto agli spagnoli dagli inglesi. La nave di Cavendish era troppo piccola per poter trasportare tutto il tesoro e non disponeva di uomini sufficienti per governare il grosso galeone: decise così di bruciarlo e mandarlo sul fondo della baia con il resto del carico. Inoltre fece prigioniero un timoniere spagnolo, Alonso de Valladolid, che conosceva la rotta giusta per attraversare il Pacifico. Attraversò quindi il Pacifico approdando alle Filippine dove raccolse informazioni sulle coste cinesi e giapponesi che sperava di poter sfruttare in un secondo viaggio. Prese con sé due avventurieri giapponesi, conosciuti solo con i nomi dati loro dai cristiani di Christopher e Cosmas che lo seguirono poi anche nella spedizione del 1591. Venne anche in possesso di una grande mappa della Cina. Verso il 14 maggio 1588 raggiunse le coste dell'Africa per rientrare finalmente in Inghilterra il 9 settembre 1588. Aveva completato la circumnavigazione del globo impiegando nove mesi meno di Drake ma, come Drake, era tornato con una sola delle sue navi, la Desire.
Il suo viaggio fu un grande successo sotto molti profili, non ultimo quello economico: all'epoca Cavendish aveva solo 28 anni. Resoconti di epoca successiva riportano che venne nominato Cavaliere dalla Regina Elisabetta I per le sue azioni contro gli spagnoli; tuttavia lo storico David Judkins dice che "Anche se Elisabetta lo ricevette a corte, non lo nominò Cavaliere."
Nell'agosto 1591 Cavendish salpò per una seconda spedizione a bordo della Lester, accompagnato da John Davis che comandava invece la Desire. Raggiunsero il porto brasiliano di Santos e lo saccheggiarono. Lungo la rotta per lo Stretto di Magellano la Lester si trovò in difficoltà e rischiò di affondare. Cavendish tornò quindi in Brasile, dove perse la maggior parte della sua ciurma in una battaglia contro i portoghesi nel villaggio di Vitória, nello stato di Espírito Santo. Decise di attraversare l'Atlantico facendo vela verso l'Isola di Sant'Elena con gli uomini che gli restavano, ma durante la traversata morì, probabilmente al largo dell'Isola di Ascensione. John Davis invece continuò il viaggio e scoprì le Isole Falkland prima di essere anch'egli costretto a tornare in Inghilterra dopo aver perso gran parte dell'equipaggio per fame e malattie.